# 62. Deutscher Katholikentag
Der 62. Deutsche Katholikentag fand vom 27. bis 30. August 1922 in München statt. Einer der Schwerpunkte des Katholikentags war das Verhältnis der katholischen Kirche zur Weimarer Republik.

## Verlauf
In der Eröffnungsrede brachte Michael Kardinal von Faulhaber die Novemberrevolution von 1918 und darauf folgende Gründung der Weimarer Republik mit Meineid und Hochverrat in Verbindung: 

„Die Revolution war Meineid und Hochverrat, bleibt in der Geschichte erblich belastet und mit dem Kainsmal gezeichnet. Auch wenn der Umsturz ein paar Erfolge brachte, wenn er den Bekennern des katholischen Glaubens den Weg zu höheren Ämtern weit mehr als früher erschloss – ein sittlicher Charakter wertet nicht nach den Erfolgen, eine Untat darf nicht der Erfolge wegen heiliggesprochen werden.“

In dieser Rede forderte er, dass auch das öffentliche Leben nach den Gesetzen Gottes einzurichten sei. Er führte aus:

„Wehe dem Staate, der seine Rechtsordnung und Gesetzgebung nicht auf den Boden der zehn Gebote Gottes stellt, der eine Verfassung schafft ohne den Namen Gottes […]. Wo die Gesetze eines Staates mit den Geboten Gottes in Widerspruch stehen, da gilt der Satz: Gottesrecht bricht Staatsrecht.“

Die Frage nach der Legitimität der Weimarer Republik führte zu einem starken Disput Faulhabers mit dem amtierenden Katholikentagspräsidenten Konrad Adenauer. Dieser entgegnete dem Kardinal in seiner Schlussansprache: 

„Wo viel Licht, da ist auch viel Schatten. Auch von diesem Schatten zu sprechen, ist meine Pflicht. Es sind hie und da Äußerungen gefallen, die man sich aus Verhältnissen örtlicher Natur erklären kann, hinter denen aber die Gesamtheit der deutschen Katholiken nicht steht.Unsere Einigkeit in der Einschätzung und Bewertung mancher Dinge leidet unter der Verschiedenheit unserer Beurteilung der gegenwärtigen staatlichen Verhältnisse. […] Ich erblicke in dieser Verschiedenheit der Beurteilung eine nicht zu unterschätzende Gefahr für die Aktionsfähigkeit der deutschen Katholiken […]. Manche katholischen Kreise müssen ihr Gefühl etwas zurücktreten lassen. […] Nötig ist auch die kühle und klare Erkenntnis der Dinge und der Möglichkeiten. Es verrät Mangel an historischem Blick, die heutige Verfassung verantwortlich zu machen für die heutigen Zustände.“

Obwohl Pacelli auf dem Katholikentag in München anwesend war und die Auseinandersetzung zwischen Faulhaber und Adenauer direkt miterlebte, berichtete er darüber nicht nach Rom. Er wollte es offenbar vermeiden, in dieser Auseinandersetzung Stellung beziehen.  zu müssen. Papst Pius XI. erhielt von der Auseinandersetzung über den Osservatore Romano dennoch Kenntnis und trug Pacelli über den Substituten im Staatssekretariat, Giuseppe Pizzardo, auf, Faulhaber zu dessen Rede zu gratulieren.